# Mike Pence
Michael Richard «Mike» Pence (Columbus, Indiana, 7 de juny de 1959) és un polític estatunidenc, el 48è Vicepresident dels Estats Units i exgovernador d'Indiana. Membre del Partit Republicà, va ser membre de la Cambra de Representants dels Estats Units en representació d'Indiana des del 2001 fins al 2013.
El 15 de juliol de 2016, Donald Trump va seleccionar a Pence per ser el seu company electoral per les eleccions de 2016. En total, fou el vicepresident dels Estats Units des del 20 de gener de 2017 al 20 de gener de 2021.

## Infantesa i educació
Michael Richard Pence va néixer a Columbus, Indiana. Doctorat en Dret per la Universitat d'Indiana, va treballar com a advocat i locutor de ràdio abans d'entrar en política. The Mike Pence Show es va emetre a partir del 1994 en 18 estacions de ràdio. També va presentar un programa sobre política a la televisió local d'Indianapolis entre el 1995 i el 1999. Va presidir l'institut de política pública Indiana Policy Review.

## Carrera política

### Cambra de Representants (2001–2013)
Afiliat al Partit Republicà, va intentar sense èxit derrotar el congressista demòcrata Philip Sharp el 1988 i 1990. L'any 2000 el 6è districte d'Indiana s'havia tornat més republicà i Mike Pence va ser triat per a la Cambra de Representants dels Estats Units. Seria reelegit el 2002, 2004, i 2006.
Poc després dels atemptats de l'11 de setembre de 2001, Pence es va integrar en el Comitè Judicial de la Cambra de Representants, servint en el Subcomitè sobre Constitució i Llibertats Civils. Durant aquest període va participar en la redacció de l'esborrany de la Llei Patriòtica (Patriot Act), i la legislació per crear el nou Departament de Seguretat del Territori Nacional.
Va ser a més membre del Comitè d'Agricultura i del Comitè de Relacions Internacionals de la Cambra de Representants, i va esdevenir el republicà de més alt rang en el Subcomitè sobre l'Orient Mitjà i el sud d'Àsia. Va votar a favor de les retallades d'impostos del 2001 i 2003, a favor de la prohibició de l'avortament de naixement parcial, i en contra dels subsidis federals a la investigació amb cèl·lules mare.
Al novembre de 2006 va anunciar la seva candidatura per al lloc de líder de la Minoria Republicana a la Cambra. Va rebre el suport d'organitzacions conservadores com Club for Growth o la Unió Conservadora Americana, però va perdre davant del congressista John Boehner. D'aquí, va ser triat pel seu partit per servir com House Conference Committee Chair, la tercera posició de lideratge republicà a la Cambra de Representants.

### Governador d'Indiana (2013–2017)
Al maig de 2011, Pence va anunciar que cercaria convertir-se en el candidat del Partit Republicà per a governador d'Indiana en les eleccions de l'any següent. Finalment va ser triat en el càrrec, i va esdevenir el 50è governador d'Indiana el 14 de gener de 2013.
Durant el seu període, va aconseguir la reducció impositiva més gran de la història de l'estat, va aconseguir més finançament per a les iniciatives educacionals, i va continuar augmentant els excedents de les arques estatals. No obstant això, va haver d'enfrontar diverses controvèrsies, entre les quals, l'aprovació de la Llei de Restauració de la Llibertat Religiosa (Religious Freedom Restoration Act), la qual va trobar oposició entre els membres moderats del seu partit, el sector empresarial i activistes LGBT, qui argumentaven que la llei permetia la discriminació a les persones LGBT. També va signar la controversial llei que va prohibir certs procediments d'avortament i va augmentar les restriccions per a la seva realització.
El 2015 va declarar que "Indiana és un estat pro-carbó", i ha afirmat que "hem de seguir oposant-nos als esquemes de superació de l'EPA fins que aconseguim que la seva Guerra contra el carbó acabi." Va enviar una carta al president Obama contra el pla de l'energia neta de l'EPA, que regularia les emissions de carboni, i va indicar que Indiana negaria obeir el Pla.

### Vicepresident dels Estats Units (2017–2021)
El 14 de juliol de 2016, abans de la Convenció Nacional Republicana, es va donar a conèixer que seria el candidat a la vicepresidència dels EUA, acompanyant en la fórmula a Donald Trump. Després de la victòria a les eleccions del 8 de novembre, Pence va jurar al càrrec de vicepresident el 20 de gener de 2017.

### Derrota electoral de 2020
Per a les eleccions presidencials de 2020, Trump i Pence buscaven revalidar els càrrecs respectius. Tanmateix, les eleccions van donar com a vencedora la fórmula liderada pel demòcrata Joe Biden. Pence va haver d'abandonar la presidència el 20 de gener de 2021, passant el càrrec a Kamala Harris.
A diferència de Donald Trump, que no va acceptar la derrota a les urnes, Pence va assistir a l'acte de la cerimònia d'investidura de Joe Biden.

## Vida personal
Està casat amb Karen Batten des del 1985 i té tres fills. Pence es declara «cristià, conservador i republicà, en aquest ordre».